# Oleksandrivsk
Pour les articles homonymes, voir Aleksandrovsk.
Oleksandrivsk (en ukrainien : Олександрівськ, en russe : Александровск, Aleksandrovsk) est une ville de l'oblast de Louhansk, en Ukraine. Sa population s'élevait à 6 635 habitants en 2013.

## Géographie
Oleksandrivsk est arrosée par la Louhan. Elle se trouve à 7 km au nord-ouest de Louhansk, en Ukraine, et fait partie de son agglomération.

## Administration
Oleksandrivsk fait partie de la municipalité de Louhansk (en ukrainien : Луганська міськрада, Louhans'ka mis'krada) qui comprend également les villes de Louhansk et de Chtchastia, la commune urbaine de Iouvileïne et plusieurs communes rurales et hameaux.

## Histoire
Oleksandrivsk est fondée en 1772 sous le nom d'Aleksandrovka. Elle devient une commune urbaine en 1959 et reçoit le statut de ville en 1961.
Depuis l’été 2014, la ville est occupée par les séparatistes de la république populaire de Lougansk pendant la guerre en Ukraine.

## Population
| 1939   | 1959    | 1970   | 1979   | 1989   |
| ------ | ------- | ------ | ------ | ------ |
| 4 173* | 11 147* | 8 287* | 8 068* | 7 725* |

| 2001   | 2010  | 2011  | 2012  | 2013  |
| ------ | ----- | ----- | ----- | ----- |
| 7 045* | 6 732 | 6 709 | 6 683 | 6 635 |